# Operační program Životní prostředí

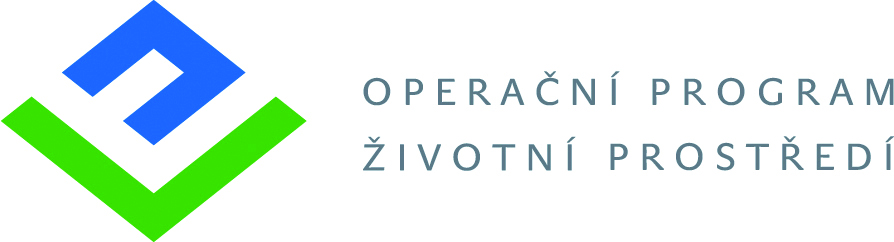
Logo operačního programu Životní prostředí

Operační program Životní prostředí (OPŽP) je jedním z dotačních programů, který umožňuje České republice čerpat prostředky Evropské unie na ochranu a zlepšování kvality životního prostředí. OPŽP je druhým největším operačním programem v České republice a v letech 2007–2013 nabízel z Fondu soudržnosti a Evropského fondu pro regionální rozvoj téměř 5 mld. eur.

## Zaměření programu
Program je zaměřený na zlepšování kvality životního prostředí a tím i zdraví obyvatelstva. Přispívá ke zlepšování stavu ovzduší, vody i půdy, řeší problematiku odpadů a průmyslového znečištění, podporuje péči o krajinu a využívání obnovitelných zdrojů energie a budování infrastruktury pro environmentální osvětu.

## Zodpovědné instituce
Operační program připravilo Ministerstvo životního prostředí a Státní fond životního prostředí ve spolupráci s Evropskou komisí. Finanční prostředky jsou určeny na podporu konkrétních projektů v pěti oblastech, tzv. prioritních osách.

## Podporované oblasti (prioritní osy)[1]
1. Zlepšování kvality vod a snižování rizika povodní
2. Zlepšování kvality ovzduší v lidských sídlech
3. Prevence vzniku odpadů
4. Ochrana a péče o přírodu a krajinu
5. Energetické úspory

## Žádost o podporu
Žadatelem o dotace z OPŽP mohou být obce a města, organizace státní správy a samosprávy, vysoké školy, právnické a fyzické osoby i neziskové organizace. Žádosti o dotace mohou být podávány pouze v rámci výzvy vyhlášené pro danou oblast podpory. Žadatelům radí profesionálně vyškolení pracovníci v jednotlivých regionech nebo na bezplatné Zelené lince OPŽP.